# Гайворонская городская община
Гайворонская городская община (укр. Гайворонська міська громада) — территориальная община в Голованевском районе Кировоградской области Украины.
Административный центр — город Гайворон.
Население составляет 24710 человек. Площадь — 439,95 км².
В соответствии с распоряжением Кабинета Министров Украины от 12 июня 2020 года, в состав общины вошла территория Гайворонского городского совета, а также Бандуровского, Берестяговского, Долиновского, Казавчинского, Мощёнского, Окнинского, Покровского, Солгутовского, Соломийского, Тополевского, Хащеватского и Червоненского сельских советов упразднённого Гайворонского района

## Населённые пункты
В состав общины входит 1 город и 16 сёл:
- Город Гайворон
  - Садовое
- Бандуровский старостинский округ:
  - Бандурово
  - Покровское
- Мощёнский старостинский округ:
  - Долиновка
  - Мощёное
  - Переямполь
  - Тополи
- Солгутовский старостинский округ:
  - Солгутово
  - Соломия
- Хащеватский старостинский округ:
  - Буговое
  - Казавчин
  - Прогресс
  - Хащеватое
- Червоненский старостинский округ:
  - Берестяги
  - Окнина
  - Червоное